# St. Aleksander Nevskij-katedralen i Łódź
Den ortodokse St. Aleksander Nevskij-katedral (polsk Cerkiew Archikatedralna p. w. św. Aleksandra Newskiego) ligger ved Jan Kilińskis gade 56 i Łódź. Den blev rejst til minne om det mislykkede attentat på Alexander 2. af Rusland i 1879. 

## Historie
Bygningskomiteen blev oprettet den 6. april, og bestod af Łódź' største fabrikanter: Karol Scheibler, Juliusz Heinzel, Ludwik Meyer og Izrael Poznański. Mod slutningen af året rejste byarkitekten Hilary Majewski til Sankt Petersburg for at lade sig inspirere af byens arkitektur. I begyndelsen af 1880 blev bygningsplanen godkendt. Den 8. maj 1884 blev grundstenen lagt, og i juni samme år stod bygningen færdig. 

## Form
Katedralen er bygget i russisk-bysantinsk stil. Den kan rumme omkring 850 personer, og har en ottekantet grundplan med fem apsider. Taget er formet som en kuppel. Tårnet i facaden er afsluttet med et tag med fem småtårne (fra vestsiden), og er indvendigt polykromeret og prydet med rige formstøbninger. 
Kirkerummet præges af overdådig bysantinsk udsmykning med ornamenter, kapitéler og pilastrer. Ikonerne kommer fra Vasilij Vasilevs værkstedet i Sankt Petersburg, mosaikkerne blev lagt af italieneren Patricci. Katedralen har desuden vinduer med glasmalerier fra Adolph Seilers værksted i Wrocław.
51°46′14.54″N 19°27′51.7″Ø / 51.7707056°N 19.464361°Ø